# Параша (Тора)

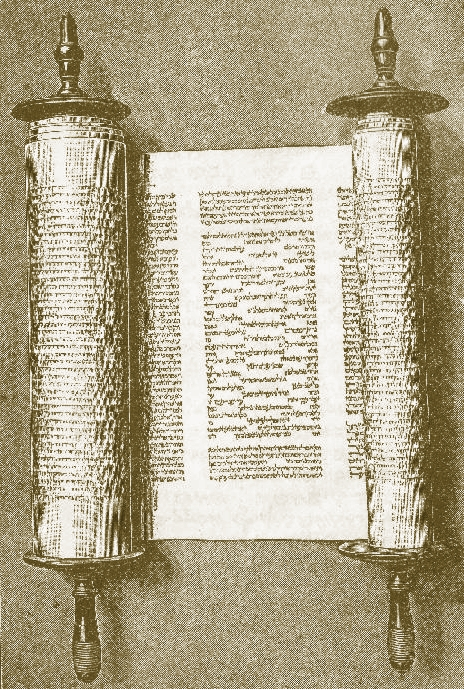
Свиток Торы

Параша́ (от ивр. פרשה‎ — «отрывок; порция») у сефардов, также сидра (от арам. סדרה) или се́дер (от סדר‎) у ашкеназов — абзац в свитке Торы. В палестинской традиции Тору прочитывали в течение 3,5 лет (то есть дважды за семь лет), в вавилонской традиции всю Тору прочитывали за год (то есть семь раз за семь лет).
В еврейской традиции текст каждой из книг Пятикнижия в свитке Торы делится на отдельные абзацы, называемые паршийот; такое разделение сохранено и в печатных изданиях Торы. Парашот в свитке Торы бывают двух видов:
- параша птуха («открытая глава») — отрывок, последняя строка которого в рукописном свитке остаётся незаконченной, следующая параша начинается с новой строки. В печатных изданиях обозначается буквой פ‎;
- параша стума («закрытая глава») — отрывок, после которого в рукописном свитке следует пропуск девяти букв, следующая параша начинается на той же строке, на которой закончилась предыдущая. В печатных изданиях обозначается буквой ס‎.